# SLC25A14
SLC25A14 (англ. Solute carrier family 25 member 14) – білок, який кодується однойменним геном, розташованим у людей на X-хромосомі. Довжина поліпептидного ланцюга білка становить 325 амінокислот, а молекулярна маса — 36 202.
| 10         |  | 20         |  | 30         |  | 40         |  | 50         |
| ---------- |  | ---------- |  | ---------- |  | ---------- |  | ---------- |
| MGIFPGIILI |  | FLRVKFATAA |  | VIVSGHQKST |  | TVSHEMSGLN |  | WKPFVYGGLA |
| SIVAEFGTFP |  | VDLTKTRLQV |  | QGQSIDARFK |  | EIKYRGMFHA |  | LFRICKEEGV |
| LALYSGIAPA |  | LLRQASYGTI |  | KIGIYQSLKR |  | LFVERLEDET |  | LLINMICGVV |
| SGVISSTIAN |  | PTDVLKIRMQ |  | AQGSLFQGSM |  | IGSFIDIYQQ |  | EGTRGLWRGV |
| VPTAQRAAIV |  | VGVELPVYDI |  | TKKHLILSGM |  | MGDTILTHFV |  | SSFTCGLAGA |
| LASNPVDVVR |  | TRMMNQRAIV |  | GHVDLYKGTV |  | DGILKMWKHE |  | GFFALYKGFW |
| PNWLRLGPWN |  | IIFFITYEQL |  | KRLQI      |  |            |  |            |

A: Аланін

C: Цистеїн

D: Аспарагінова кислота

E: Глутамінова кислота

F: Фенілаланін

G: Гліцин

H: Гістидин

I: Ізолейцин

K: Лізин

L: Лейцин

M: Метіонін

N: Аспарагін

P: Пролін

Q: Глутамін

R: Аргінін

S: Серин

T: Треонін

V: Валін

W: Триптофан

Задіяний у таких біологічних процесах, як транспорт, альтернативний сплайсинг. 
Локалізований у мембрані, мітохондрії, внутрішній мембрані мітохондрії.